# South Arm Highway
Der South Arm Highway ist eine Stadtautobahn im Süden des australischen Bundesstaates Tasmanien. Sie verbindet auf dem Ostufer des Derwent River den Tasman Highway (A3) und die östlichen Stadtteile von Hobart mit Lauderdale und der South-Arm-Halbinsel im Südosten der Stadt. Wie das Southern Outlet auf der anderen Flussseite dient auch der South Arm Highway dem Berufsverkehr.

## Verlauf
Die Fernstraße beginnt in der Vorstadt Mornington und führt nach Südosten, vorbei an der Vorstadt Bellerive und weiter über Rokeby nach Lauderdale an der Ralphs Bay. Dort biegt sie nach Süden ab und führt auf der Halbinsel, durch Sandford und entlang an den Osthängen des Mount Augustus, um die Ralphs Bay herum bis nach South Arm und schließlich zum Endpunkt Opossum Bay.
Im Bereich zwischen Bellerive und Rokeby heißt die Straße auch Rokeby Road.

### Umgehung Bellerive
Eine Kraftfahrstraße in dieser Gegend wurde schon in der Hobart Area Transportation Study von 1964 vorgeschlagen, aber sie wurde er Anfang der 1980er-Jahre gebaut. Dieser neue Abschnitt der Straße beginnt am Tasman Highway in Mornington, verläuft über einen großen Kreisverkehr in Howrah und kommt dann auf die alte Trasse des South Arm Highway zurück. Diese Umgehungsstraße ersetzte die alte Straße, die durch die Vororte Bellerive und Rosny verlief. Ursprünglich war die gesamte Fernstraße höhenfrei geplant, aber zurzeit ist der einzige höhenfreie Anschluss der an den Tasman Highway. Seit 2009 wird der Streckenabschnitt zwischen Shoreline Drive und Rokeby zur vierspurigen Kraftfahrstraße umgebaut. Die beiden zusätzlichen Spuren wurden in den 1980er-Jahren beim Umbau der Umgehung von Bellerive vorgesehen, aber noch nicht gebaut.

## Ein- und Ausfahrten (nur Kraftfahrstraße)
| South Arm Highway                                                    |                                    |                                  |                                                        |
| Aus- und Einfahrten Richtung Norden                                  | Entfernung vom Tasman Highway (km) | Entfernung vom Oceana Drive (km) | Aus- und Einfahrten Richtung Süden                     |
| Ende South Arm Highway zum Flagstaff Gully Link nach Flagstaff Gully | 0                                  | 4,1                              | Start South Arm Highway vom Flagstaff Gully Link       |
| Sorell Tasman Highway (nur Ausfahrt)                                 | 0                                  | 4,1                              | Hobart Tasman Highway (nur Einfahrt)                   |
| Hobart Tasman Highway (nur Ausfahrt)                                 | 0                                  | 4,1                              | Sorell Tasman Highway (nur Einfahrt)                   |
| Mornington, Warrane Cambridge Road                                   | 0,2                                | 3,9                              | Mornington, Warrane Cambridge Road                     |
| Mornington Industrial Estate Mornington Road                         | 0,4                                | 3,7                              | Mornington Industrial Estate Mornington Road           |
| keine Einfahrt                                                       | 2,5                                | 1,6                              | Howrah Sirius Street                                   |
| Howrah Lorne Crescent (nur Ausfahrt)                                 | 3,1                                | 1                                | Howrah Lorne Crescent (nur Ausfahrt)                   |
| Howrah, Tranmere Shoreline Drive                                     | 3,1                                | 1                                | Howrah, Tranmere Shoreline Drive                       |
| Howrah Merindah Street                                               | 4,1                                | 0                                | Howrah Merindah Street                                 |
| Tranmere Oceana Drive                                                | 4,1                                | 0                                | Tranmere Oceana Drive                                  |
| Start South Arm Highway von der Rokeby Road                          | 4,1                                | 0                                | Ende South Arm Highway zur Rokeby Road nach Lauderdale |